# Boumia (Batna)
Pour les articles homonymes, voir Boumia.
Boumia (en arabe : بوميــة  , en berbère : ⴱⵓⵎⵢⴰ) est une commune de la wilaya de Batna en Algérie, située à 35 km au nord-est de Batna et à 96 km au sud de Constantine.

## Géographie

### Situation
Le territoire de la commune de Boumia est situé au nord-est de la wilaya de Batna.
| Aïn Yagout         | Ouled Zouaï (wilaya d'Oum El Bouaghi) | Boulhilat |
| Aïn Yagout, Djerma | Boumia                                | Boulhilat |
| El Madher          | El Madher, Chemora                    | Chemora   |

### Localités de la commune
La commune de Boumia est composée de 13 localités :
- Aïn Romaine
- Bir Chergui
- Boumia
- Chott
- Ghesdis
- Gountas
- Merzegal
- Ouled Amor Benmessaoud
- Ouled Chennoufi
- Ouled Oulha
- Ouled Touabalt
- Taghrout
- Takouist

## Histoire
Boumia est devenu une commune, après le découpage administratif de 1984.

## Population

### Pyramide des âges
| Hommes | Classe d’âge | Femmes |
| ------ | ------------ | ------ |
| 0,47   | 80 ans et +  | 0,23   |
| 1,52   | 70 à 79 ans  | 1,05   |
| 2,34   | 60 à 69 ans  | 1,87   |
| 4,22   | 50 à 59 ans  | 3,4    |
| 5,15   | 40 à 49 ans  | 5,15   |
| 6,44   | 30 à 39 ans  | 5,39   |
| 13,23  | 20 à 29 ans  | 9,95   |
| 10,42  | 10 à 19 ans  | 10,77  |
| 9,48   | 0 à 9 ans    | 8,67   |
| 0,12   | nd           | 0      |

| Hommes | Classe d’âge | Femmes |
| ------ | ------------ | ------ |
| 0,49   | 80 ans et +  | 0,48   |
| 1,21   | 70 à 79 ans  | 1,23   |
| 1,77   | 60 à 69 ans  | 1,8    |
| 3,43   | 50 à 59 ans  | 3,37   |
| 5,04   | 40 à 49 ans  | 5,25   |
| 6,80   | 30 à 39 ans  | 6,88   |
| 10,74  | 20 à 29 ans  | 10,39  |
| 11,29  | 10 à 19 ans  | 10,84  |
| 9,69   | 0 à 9 ans    | 9,25   |
| 0,02   | nd           | 0,03   |

### Évolution démographique
Durent la guerre civile algérienne la commune a été très touchée par ces évènements, c'est la cause du départ de la population. Depuis 2008, la population a commencé à revenir sur leurs terres, et en 2012, la population avoisine les 2 000 personnes.
| 1998 | 2008 | 2012  |
| ---- | ---- | ----- |
| 747  | 854  | 2 000 |

## Patrimoine

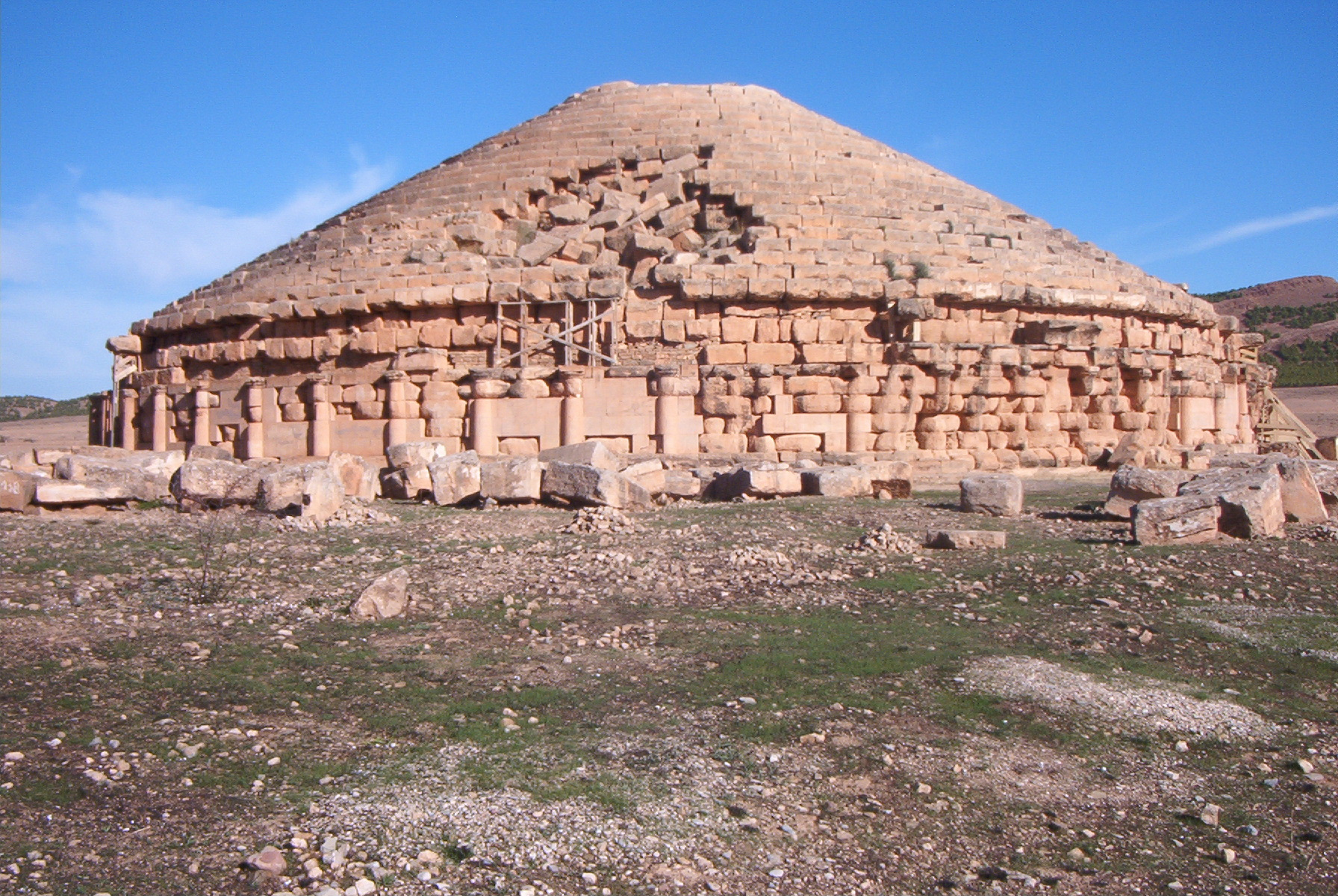
Le Medracen.

Le Medracen (ou tombeau Imedghassen) se situe sur le territoire de la commune de Boumia.
Une réplique du tombeau Imedghassen a été réalisée au centre d'un rond-point situé à l’entrée de la ville. Le véritable mausolée d’Imedghassen (grandeur nature) se situe à quelques mètres à vol d'oiseau du rond-point.